# Грамчека
Грамчека — чрезвычайная комиссия по борьбе с неграмотностью. Территориальные органы Всероссийской чрезвычайной комиссии по ликвидации безграмотности, созданной на основании декрета Совета Народных Комиссаров «О ликвидации безграмотности среди населения РСФСР» от 26 декабря 1919 г.. Существовали на уровне союзной республики, губернии (области), уезда (района), волости.
Задачами Грамчека являлись организация школ ликвидации безграмотности, подготовка учебного персонала.
В состав комиссий входили представители от комитетов партии, бюро профсоюзов, политпросвета, ЛКСМ, профсоюза союза работников просвещения.
Комиссии были наделены чрезвычайными полномочиями с правом вето на все действия местной власти, тормозящие борьбе с неграмотностью. Ликвидированы в 1930 г. в связи со введением всеобщего начального обучения в СССР.